# 艾伯特·纳斯
艾伯特·纳斯（英語：Albert Nasse，1878年7月2日—1910年11月21日），美国男子赛艇运动员。他曾代表美国参加1904年夏季奥林匹克运动会赛艇比赛，获得男子四人单桨无舵手金牌。